# Super Dodge Ball Advance
Super Dodge Ball Advance (Bakunetsu Dodge Ball Fighters en version originale japonaise) est un jeu vidéo de sport développé par Atlus, sorti en 2001 sur Game Boy Advance. Il s'agit d'une adaptation du jeu Super Dodge Ball sur Super Nintendo. Il était disponible au lancement de la console aux États-Unis et au Japon.

## Série
1. Super Dodge Ball (1987, Arcade)
2. Super Dodge Ball (1988, Nintendo Entertainment System)
3. Kunio no Dodgeball dayo Zen'in Shuugou! (1993, Super Famicom)
4. Super Dodge Ball (1996, Neo-Geo MVS)
5. Super Dodge Ball Advance (2001, Game Boy Advance)
6. Super Dodgeball Brawlers (2008, Nintendo DS)